# Alanna Kraus
Pour les articles homonymes, voir Kraus.
Alanna Kraus (née le 30 juin 1977 à Abbotsford, Colombie-Britannique) est une patineuse de vitesse sur piste courte canadienne.

## Palmarès
- Jeux olympiques
  -  Médaille d'argent sur relais 3 000 m aux Jeux olympiques d'hiver de 2006 à Turin
  -  Médaille de bronze sur relais 3 000 m aux Jeux olympiques d'hiver de 2002 à Salt Lake City